# Annovice
Annovice (německy Annadorf) jsou malá vesnice, část obce Drunče v okrese Jindřichův Hradec v Jihočeském kraji. Nachází se asi půl kilometru severně od Drunče. V roce 2011 zde trvale žilo devět obyvatel.
Annovice leží v katastrálním území Drunče o výměře 4,11 km².
Vesnice patří do římskokatolické farnosti Mnich.

## Historie
První písemná zmínka o vesnici pochází z roku 1842. Ves byla pojmenována podle křesního jména hraběnky Anny Voračické.

## Obyvatelstvo
| Rok            | 1869 | 1880 | 1890 | 1900 | 1910 | 1921 | 1930 | 1950 | 1961 | 1970 | 1980 | 1991 | 2001 | 2011 | 2021 |
| -------------- | ---- | ---- | ---- | ---- | ---- | ---- | ---- | ---- | ---- | ---- | ---- | ---- | ---- | ---- | ---- |
| Počet obyvatel | 62   | 58   | 70   | 74   | 64   | 58   | 50   | 54   | 55   | 51   | 24   | 15   | 14   | 9    | 10   |
| Počet domů     | 10   | 10   | 10   | 12   | 12   | 12   | 12   | 12   | 13   | 13   | 11   | 11   | 12   | 11   | 11   |

## Obecní správa
Při sčítání lidu v letech 1850–1899 Annovice byly osadou obce Rosička v okrese Pelhřimov. V letech 1900–1975 byly osadou obce Drunče, se kterým patřily nejprve do okresu Kamenice nad Lipou, ale od roku 1960 v okrese Jindřichův Hradec. Od 1. ledna 1976 do 31. prosince 1991 byly částí města Deštná v okrese Jindřichův Hradec. Od 1. ledna 1992 jsou opět částí obce Drunče v okrese Jindřichův Hradec.

## Galerie

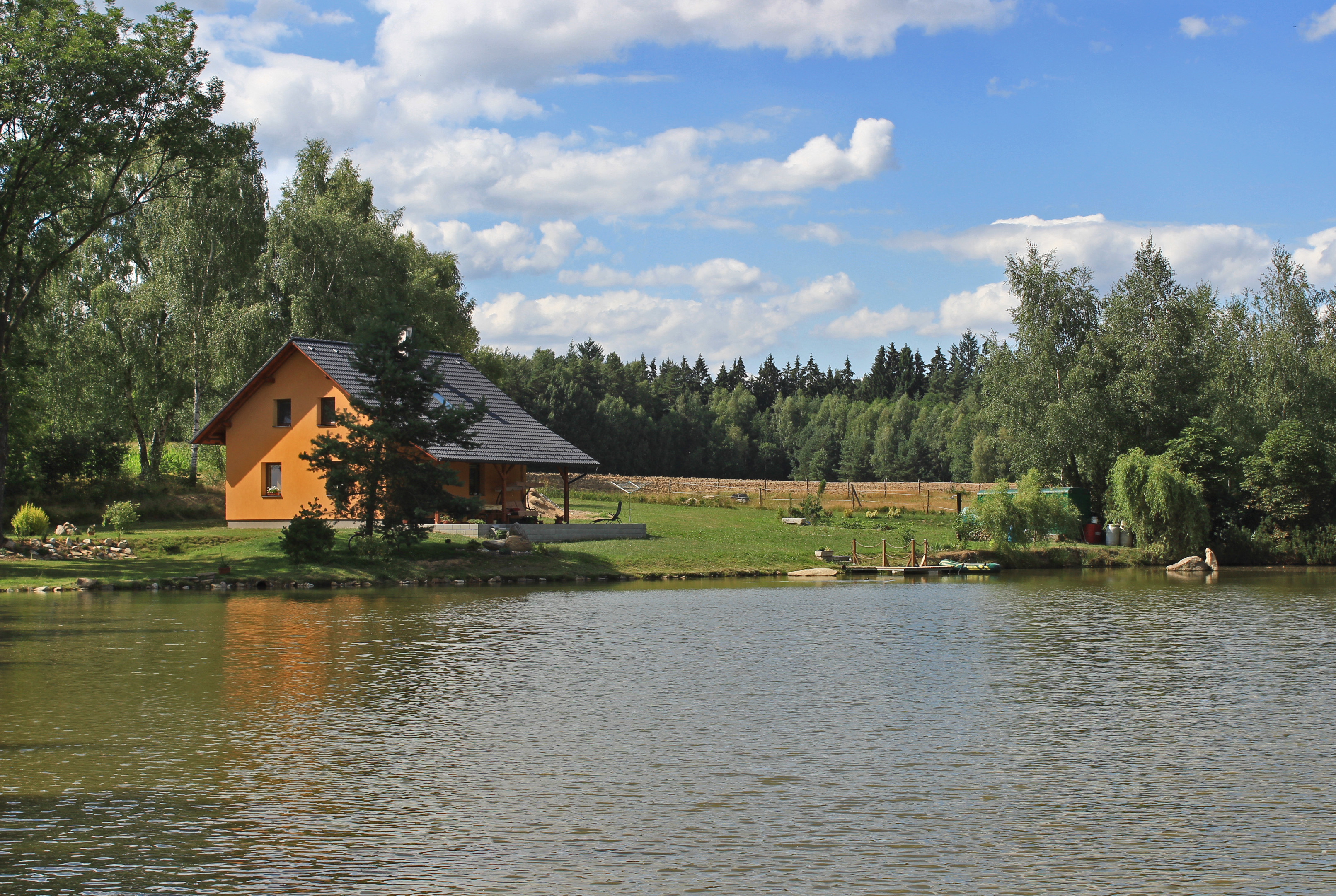
Novostavba u rybníka
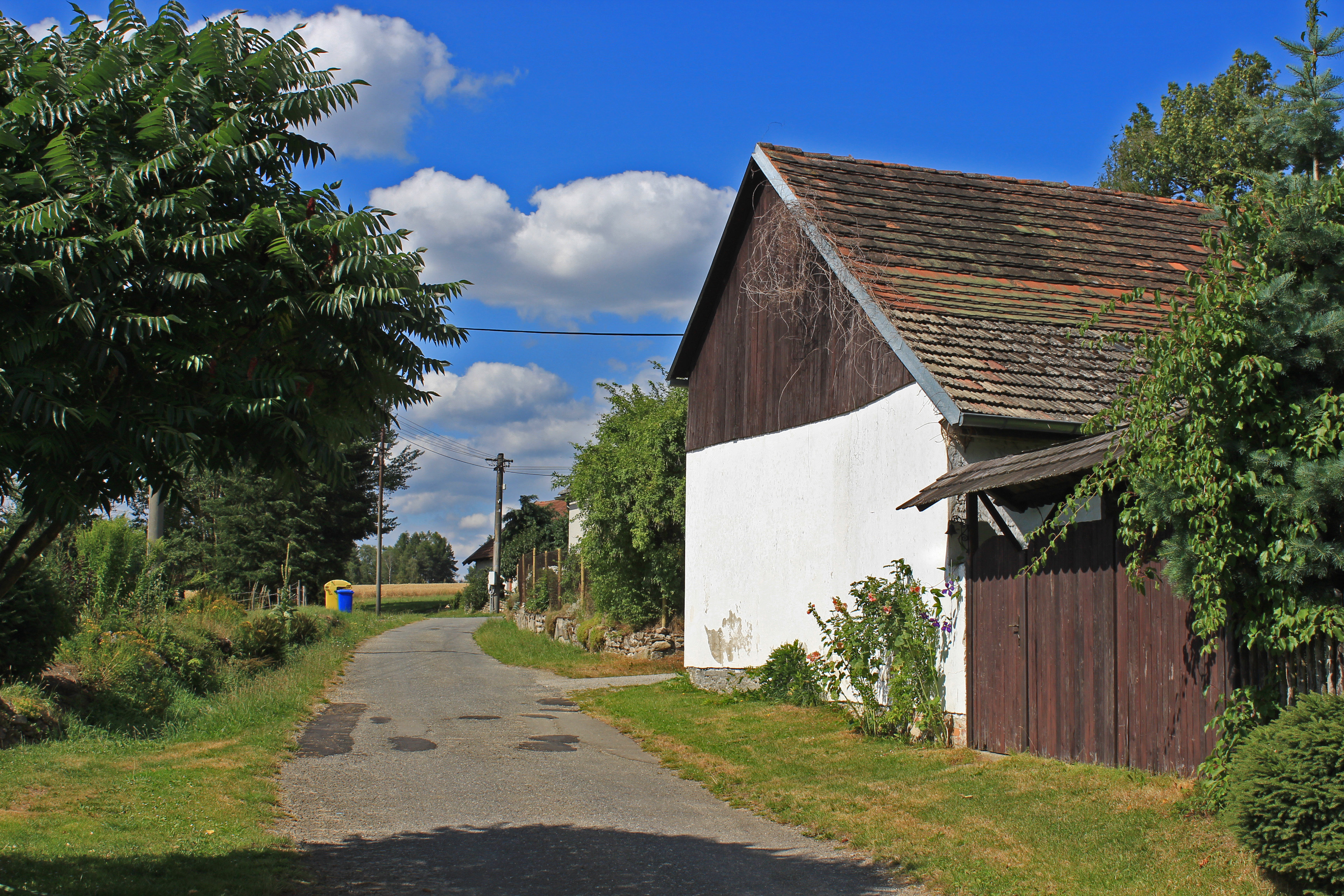
Stodola u domu čp. 10
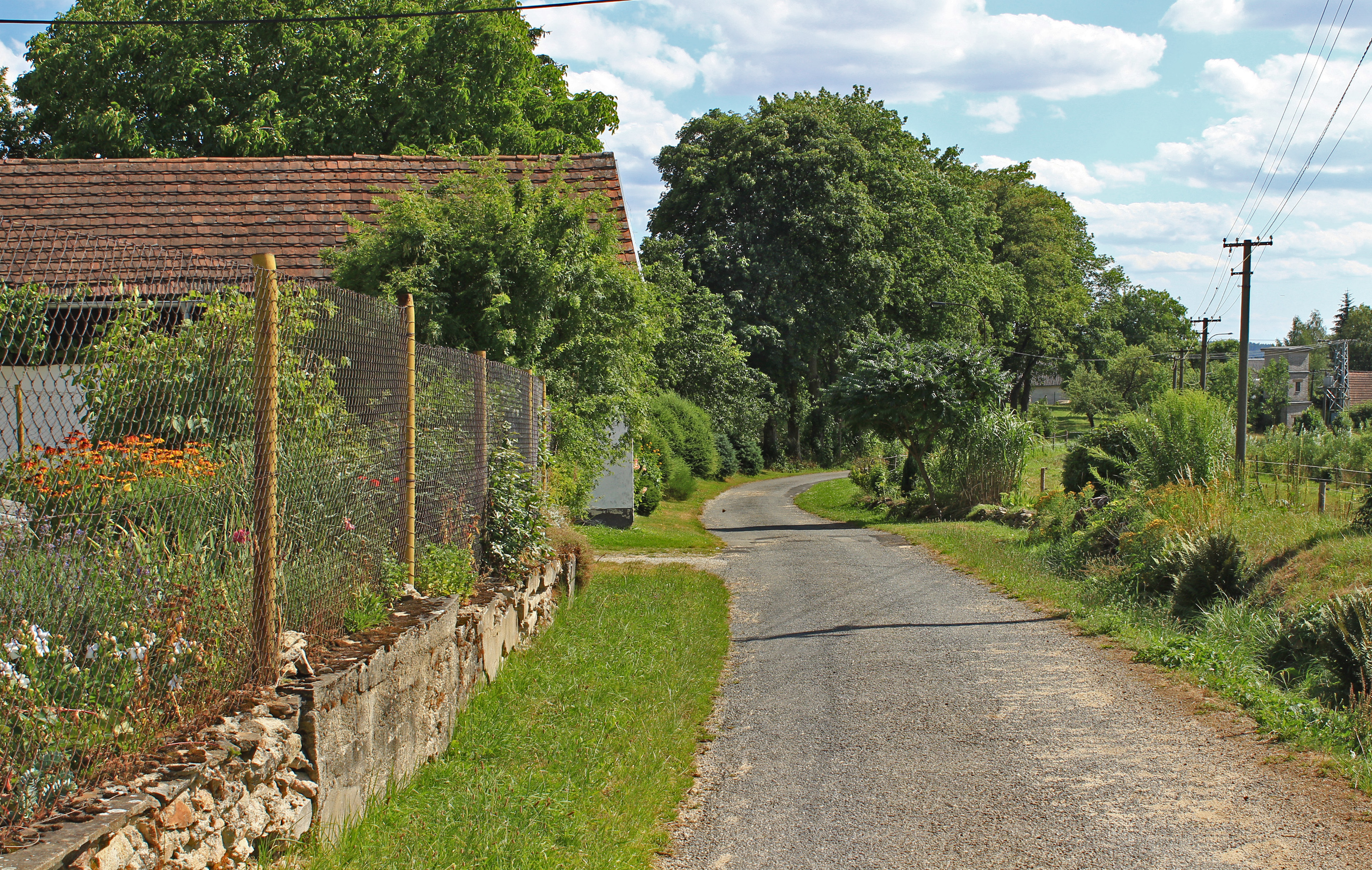
Hlavní silnice